# Дісуюань
Дісуюань (2-а пол. IV ст.) — 5-й вождь жужанів.

## Життєпис
Син Тунугуя. Відомостей про нього обмаль. Спадкував владу після смерті батька. Продовжив політику попередника. Після поразки 376 року держави Дай від держави Рання Цінь перестав сплачувати данину Дай (володінню табгачі).
Після його смерті жужанські володіння були розділені між його синами Піхоубою й Мангеті.